# Harry John Roland
Harry John Roland (14. května 1954 – 23. května 2024), také známý jako Harry Roland a The World Trade Center Man, byl americký řečník a fotograf. Stal se známým americké veřejnosti poté, co přemýšlel o útocích z 11. září, přičemž většinu svých dní po zbytek svého života trávil v blízkosti areálu World Trade Center.

## Život a kariéra
Roland se narodil v Harlemu. Byl fotografem a hlídačem na volné noze.
Po útocích z 11. září strávil Roland zbytek svého života většinu svých dnů poblíž místa World Trade Center  a přednášel turistům o faktech a číslech  o teroristickém útoku.
Roland zemřel 23. května 2024 ve svém domě na Upper Manhattan ve věku 70 let.